# Чочиев, Виталий Шотаевич
Вита́лий Шота́евич Чо́чиев (17 декабря 1979, Орджоникидзе, СССР) — российский футболист, защитник.

## Карьера
Профессиональную карьеру начал в 1998 году в клубе зоны «Юг» Второго дивизиона «Иристон» из Владикавказа, за который сыграл 15 матчей. В 1999 году перешёл в другой владикавказский клуб зоны «Юг» Второго дивизиона «Автодор», за который играл до 2001 года, проведя за это время 81 матч и забив 9 мячей в ворота соперников. В 2001 году перешёл в игравшую тогда в Высшем дивизионе владикавказскую «Аланию», в составе которой сыграл 28 матчей и забил 1 гол за основной состав. В августе 2003 года перешёл в «КАМАЗ» из Набережных Челнов, за который выступал в течение трёх с половиной сезонов, проведя за это время 107 матчей и забив 9 мячей.
В начале 2007 года перешёл в «Кубань», с которой заключил 3-летний контракт, однако, в том сезоне сыграл только 3 матча за основной состав и 8 матчей за дубль, после чего в июле месяце был отдан в аренду в ярославский «Шинник», за который выступал до конца сезона, проведя за это время 12 матчей. Летом того же года рассматривался вариант с возвращением Виталия в родную «Аланию», но этот переход сорвался. В 2008 году Чочиев вернулся из аренды в «Кубань», в которой в этом сезоне стал уже основным игроком. Однако, 13 декабря 2008 года было объявлено, что по взаимной договорённости с руководством клуба Виталий покинул «Кубань».
В том же месяце отправился на просмотр в «Аланию», с которой в итоге подписал контракт, рассчитанный на один год, а в январе 2010 года продлил соглашение с клубом до конца 2011 года. В конце августа 2010 года перешёл в белгородский «Салют». В сезоне-2011/12 играл за астраханский «Волгарь-Газпром».
В 2022 году — тренер команды «Спартак Алания» (Владикавказ) — участницы чемпионата РСО-Алания в первом дивизионе и кубка республики.

## Достижения
2-е место в Первом дивизионе России (выход в Высший дивизион): (1)
- 2008 (ФК «Кубань»)

## Личная жизнь
Женат. Дочь - Алана Чочиева.